# Höhlen von Škocjan
Die Höhlen von Škocjan (slowenisch: Škocjanske jame, italienisch: Grotte di San Canziano, deutsch: Höhlen von St. Kanzian) sind ein System von Höhlen in der Nähe des slowenischen Ortsteils Škocjan (deutsch St. Kanzian) der Gemeinde Divača, etwa 20 km östlich von Triest. 1986 wurden sie von der UNESCO in die Liste des Weltkultur- und Naturerbes der Menschheit aufgenommen.

## Beschreibung der Höhlen

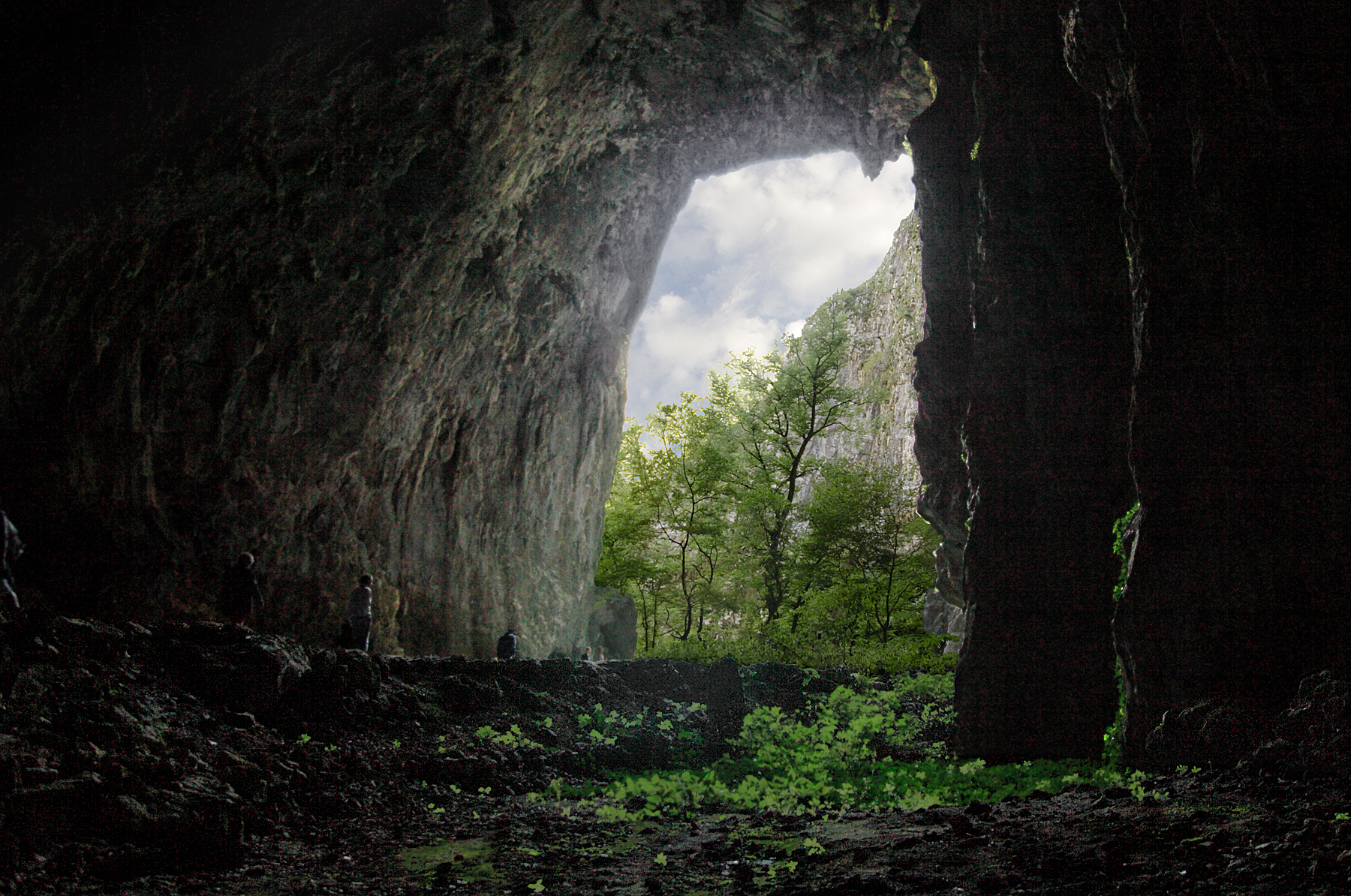
Die „Schmidl“-Halle, Blick ins Freie. Das Tal ist eine in prähistorischer Zeit eingestürzte Fortsetzung der Höhle

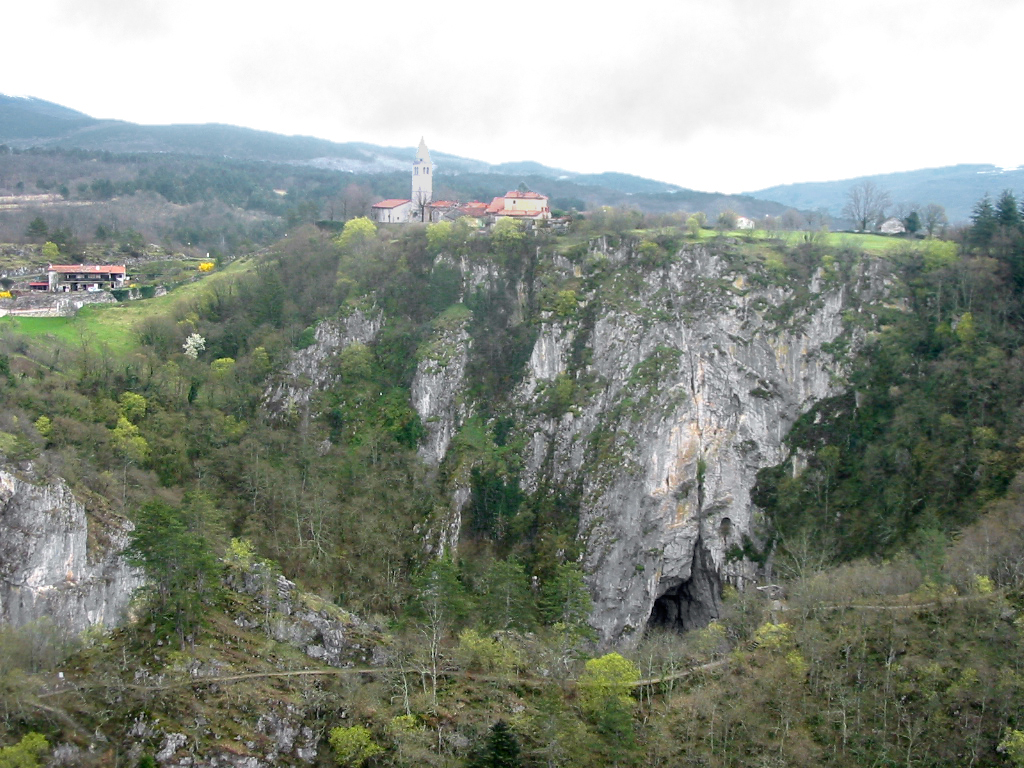
Dorf Škocjan, unten: Der erste Ponor (von 3), durch den die Reka zur Höhle gelangt

### Lage, Geologie und Gliederung
Die Höhlen von Škocjan liegen im westslowenischen Karstplateau auf einer Höhe von etwa 420 bis 450 m. Durch Regenwasser und Flüsse wird das Kalkgestein gelöst. Es entstehen Höhlen und Dolinen – große Trichter in der Landschaft. Im ersten Abschnitt der Kalksteinschichten fließt die Reka (das ist auch das slowenische Wort für Fluss) noch oberirdisch durch eine 4 km lange Schlucht. Vor einigen 100.000 Jahren stürzten Höhlendecken über dem Fluss ein. Dadurch entstanden die Einsturzdolinen Großes Tal (Velika dolina, 165 m tief) und Kleines Tal (Mala dolina, 120 m tief). In der Sohle des Großen Tals versickert die Reka endgültig. Die Höhlen selbst bestehen flussabwärts u. a. aus der Okroglica, der Rauschenden Höhle (Šumeča jama), dem Hanke-Kanal (Hankejev kanal), der Martelhalle (Martelova dvorana) und dem Zaliti-Kanal. Außerdem zählen die Stille Höhle (Tiha jama), die Tominc-Höhle (Tominčeva jama) und die Schmidl-Halle zum Höhlensystem, dessen Gänge insgesamt 6 km lang sind. Die Höhendifferenz zwischen dem höchsten Eingang (Okroglica) und dem tiefsten Punkt (Siphon) beträgt 205 m. Die größte Halle ist die Martelhalle mit 308 m Länge, einer Höhe von bis zu 146 m und einer maximalen Breite von 123 m. Sie hat ein Volumen von 2,1 Millionen m³.

### Der Fluss Reka

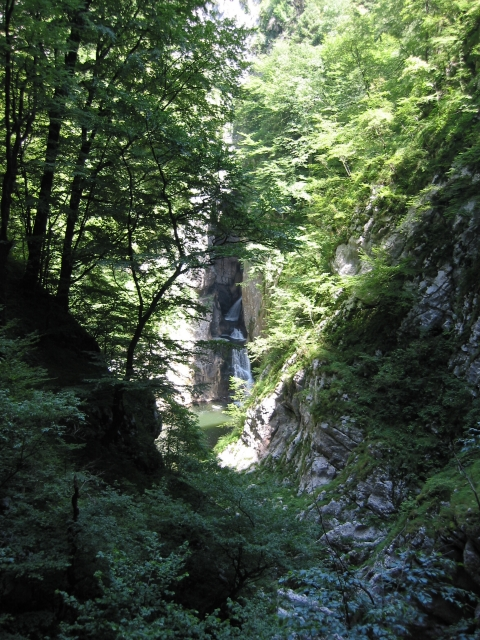
Das Große Tal mit der Reka

Die Höhlen wurden vom Karstfluss Reka geschaffen. Die Reka sammelt ihr Wasser im oberen Einzugsgebiet auf einer undurchlässigen Flysch-Gesteinslage. Vor den Ponoren führt sie etwa 9 m³ durchschnittlich und bis zu 390 m³ je Sekunde. Bei Hochwasser steigt der Flusspegel in der Höhle gewöhnlich auf über 30 m, die bisher größte Überschwemmung, die durch den zeitweiligen Verschluss des Siphons ausgelöst wurde, brachte einen Stand von 132 m. Bei Hochwasser führt der Fluss als Schwebefracht große Mengen Lehm mit, die in der Höhle abgelagert werden und den Tropfsteinen eine braune Färbung gegeben haben. Von den Höhlen von Škocjan fließt der Fluss etwa 35 km weiterhin unterirdisch bis zu den Quellen des Timavo in Italien. Der Verlauf ist weitgehend unbekannt. Die Reka floss vermutlich vor dem Pleistozän oberirdisch über die Karstlandschaft bis zur Adria. Allmählich versickerte der Fluss durch die Auflösung des Kalkgesteins im Untergrund und schuf nach und nach die Höhlen und die Einsturzdolinen.

### Flora und Fauna
Die besonderen mikroklimatischen Bedingungen in den Sohlen der Dolinen lassen kälteliebende Pflanzen gedeihen. Dazu gehören die Aurikel (Primula auricula) und der Krusten-Steinbrech (Saxifraga crustata). Weiter oben wachsen wegen der aus den Höhlenöffnungen ausströmenden warmen Luft wärmeliebende Pflanzen wie das Venushaar (Adiantum capillus-veneris) und Rotfrüchtiger Wacholder (Juniperus oxycedrus).
Im Großen und im Kleinen Tal sind Felsentauben (Columba livia), Alpensegler (Tachymarptis melba), Uhus (Bubo bubo), Wanderfalken (Falco peregrinus) und Kolkraben (Corvus corax) anzutreffen. Drei Fledermausarten leben in den Höhlen. Es sind die Langflügelfledermaus (Miniopterus schreiberski), die Langfußfledermaus (Myotis capacinii) und die Große Hufeisennase (Rhinolopus ferrumequinum).

## Historische Übersicht

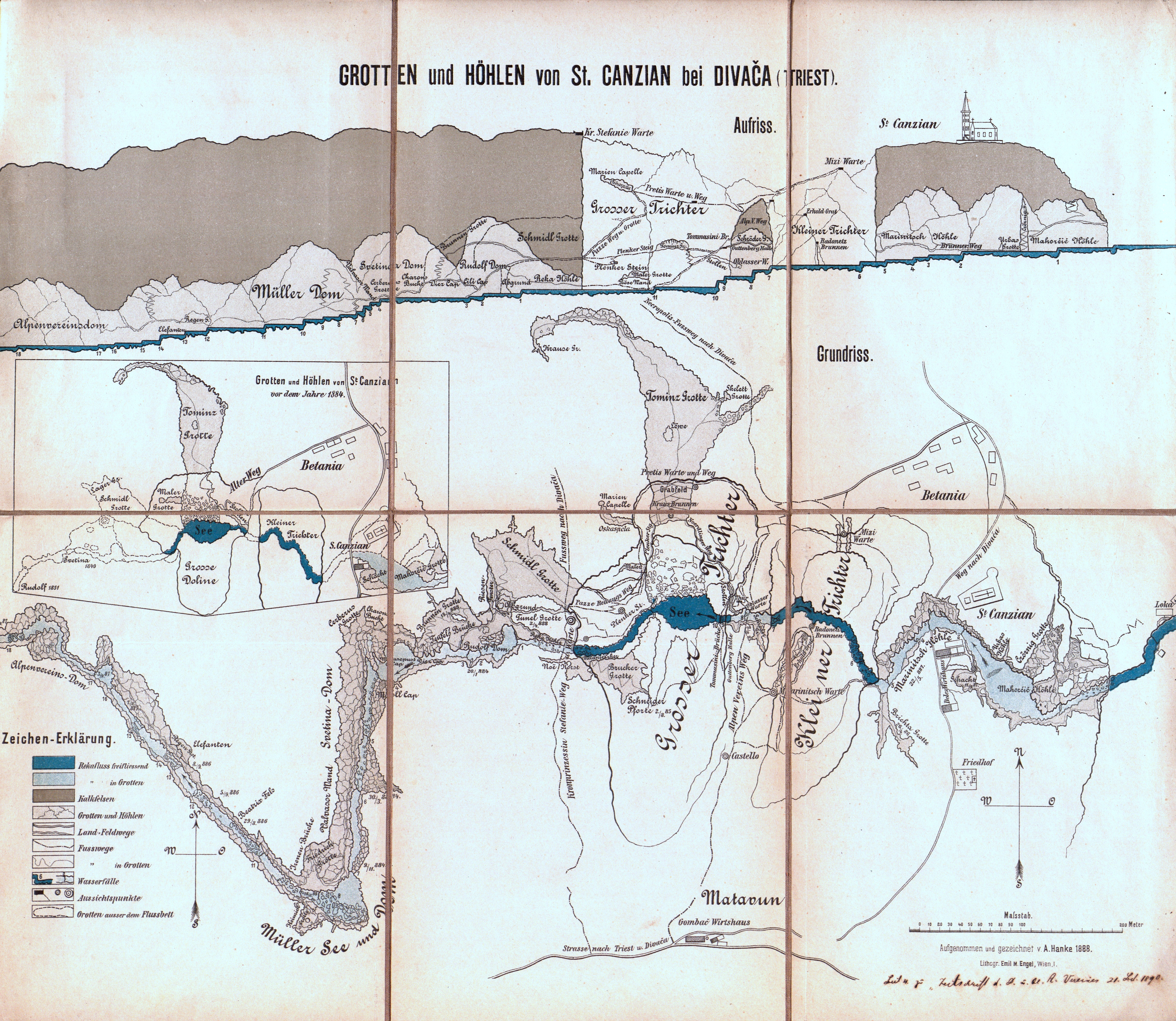
Grotten und Höhlen von St. Canzian bei Divača (Triest) Karte von Anton Hanke (1888)

Archäologische Untersuchungen bestätigen, dass die Höhlen seit der Mittelsteinzeit bewohnt waren. Die ältesten erhalten gebliebenen schriftlichen Belege stammen aus der Antike. Posidonius von Apamea (135–50 v. Chr.) schreibt, dass der Fluss Timavus aus einem Berg quillt, in eine Höhle stürzt und nach etwa 130 Stadien unter der Erde beim Meer entspringt.
Auch in der Karte von Lazius-Ortelius (1561) und im Mercators Novus Atlas (1637) sind die Höhlen bereits verzeichnet. Um 1800 wurden sie erstmals Besuchern zugänglich gemacht und 1819 ein Gästebuch eingeführt. Im 19. Jahrhundert begannen Forscher mit der Erkundung im Zusammenhang mit der Trinkwasserversorgung der Stadt Triest. Ivan Svetina (1839/40) und Adolf Schmidl (1851/52) leiteten erste Forschungsgruppen. 1884 wurden die Höhlen der Höhlenforscherabteilung der Sektion des Deutschen und Österreichischen Alpenvereins in Pacht gegeben. Unter der Leitung von Anton Hanke, Josip Marinitsch und Friedrich Müller und der Hilfe Einheimischer begann die systematische Erkundung der Höhlen. 1890 wurden die Martelhalle und das Ufer des Toten Sees entdeckt. Die letzte größere Entdeckung war die der Stillen Höhle durch Einheimische (1904). Erst im September 1991 gelang es den Höhlentauchern Janko Brajnik und Samo Morel, den Siphon im Marchesetti-See zu durchschwimmen und weitere Gänge zu erreichen.
Ende März 2024 fanden Höhlenforscher in 300 Metern Tiefe einen etwa 50 Meter hohen, 40 Meter breiten und etwa 100 Meter langen Raum, auf dessen Boden der Timavo floss.

## Besichtigungsweg

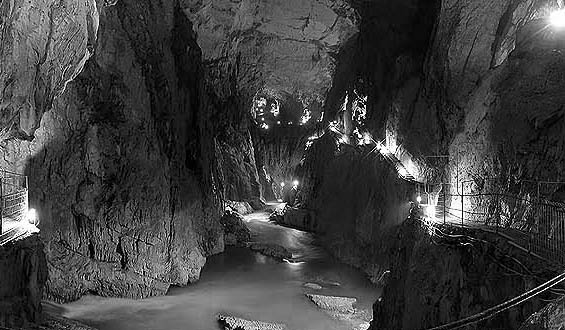
Die Reka und oberhalb der Besichtigungsweg

Der für Touristen angelegte Besichtigungsweg führt durch einen Teil der Höhlen. Er beginnt mit einem 1933 künstlich angelegten 116 m langen Stollen, der von der Einsturzdoline Globočak in die Stille Höhle führt. Zunächst sind im Paradies (Paradiž) zahlreiche Sinterbildungen zu sehen, bevor der Besucher eine Einsturzhalle mit Lehm- und Sandablagerungen sowie herabgestürzten Steinen erreicht. Durch das Labyrinth führt der Gang in die Große Halle (Velika dvorana). Hier haben sich zahlreiche Tropfsteine gebildet. Der größte der Stalagmiten erreicht eine Höhe von 15 Metern und trägt den Namen  Der Riese. Nach der Orgelhalle, benannt nach einer orgelartigen Tropfsteinformation, ist erstmals das Tosen der Reka zu hören, die durch die Rauschende Höhle fließt. Der Weg führt über die Cerkvenik-Brücke, die in 45 m Höhe über den Fluss führt, bevor er sich durch den Hankekanal zwängt. Bereits vorher ist etwa zehn Meter über der Brücke eine Hochwassermarke angebracht, die den Wasserstand bei der Überflutung am 2. September 1965 markiert. Durch die Müller- und die Svetinahalle erreicht der Besucher den mit 150 m unter der Oberfläche niedrigsten Punkt des Weges. Weiter gelangt man empor zur Halle der Sinterbecken und erreicht durch die Schmidlhalle das Große Tal, in dem die Reka letztmals oberirdisch fließt. Schließlich fährt eine Standseilbahn die Besucher aus dem Großen Tal hinaus zurück zum Besucherzentrum, oder man geht alternativ den Weg über die Tominz-Grotte mit dem Kraus-Brunnen. Ein älterer Besucherweg führte vor dem Bau der Cerkvenik-Brücke tiefer in die Rauschende Höhle hinab, war aber bei Hochwasser häufig nicht mehr begehbar. Etwa 1¾ Stunden dauernde Touren durch die Höhlen werden mehrmals täglich durchgeführt.
Das Gebiet rund um das Große und das Kleine Tal ist als Park Škocjanske jame ausgewiesen. Ein Rundweg mit dem Besucherzentrum als Start und Ziel ist als Naturlehrpfad angelegt, Tafeln informieren über die Natur der Umgebung und der Weg führt auch zu Aussichtspunkten, die einen Blick in die Einsturzdolinen und Höhlenöffnungen ermöglichen. Der Rundweg schließt auch die Dörfer Matavun, Škocjan und Betanja sowie ein Museum ein.

## Internationale Bedeutung

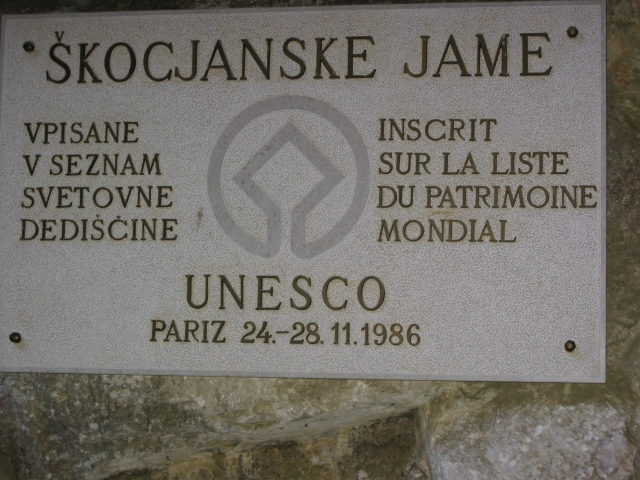
Tafel zur Erinnerung an die Aufnahme ins UNESCO-Welterbe am Ausgang der Schmidlhalle

Nicht zuletzt durch die Aufnahme in die UNESCO-Liste des Welterbes sind die Höhlen zu einem weltweit anerkannten Wert geworden. 1996 wurde die gesetzliche Grundlage für den Regionalpark Škocjanske jame geschaffen. Eine Anstalt des öffentlichen Rechts kümmert sich heute u. a. um Schutz, Pflege, Erforschung und Image des Parks. Die Höhlen von Škocjan sind eine der wichtigsten Touristenattraktionen des Landes.